# Petra Kamínková
Petra Kamínková, rozená Drajzajtlová, (* 19. ledna 1973 Olomouc) je česká sportovkyně – atletka, běžkyně, jejíž specializací jsou dlouhé tratě.
Společně s Ivanou Sekyrovou patřila mezi nejlepší české vytrvalostní běžkyně.

## Kariéra

### Začátky
Se sportem začínala na základní škole. Nejdříve hrála basketbal. Atletice se začala věnovat od 12 let. V počátcích běhala střední tratě (800 m, 1500 m), později v juniorské kategorii také běh na 3000 metrů. Roku 1991 dokončila studium na Střední průmyslové škole strojnické Olomouc.

### Domácí úspěchy
Jejím domovským klubem je AK Olomouc. Jde o majitelku 40 republikových titulů z různých vytrvaleckých tratí. Jednou se stala mistryní České republiky na trati 1500 metrů, sedmkrát se stala mistryní České republiky na trati 5000 metrů a desetkrát vybojovala titul na dvojnásobné trati, běhu na 10 000 metrů..
V roce 2001 (1.16:07), 2009 (1.15:17) a 2010 (1.19:54) se stala mistryní ČR v půlmaratonu. V letech 1999 – 2009 jedenáctkrát v řadě zvítězila v silničním běhu na 10 km Běchovice – Praha.
40 mistrovských titulů Petry Kamínkové: 
| Počet | Závod                     |
| ----- | ------------------------- |
| 12    | Běchovice - silnice 10 km |
| 10    | běh 10 000 m (dráha)      |
| 7     | běh 5 000 m (dráha)       |
| 1     | běh 1 500 m (dráha)       |
| 5     | běh 3000 m (hala)         |
| 3     | půlmaraton                |
| 2     | kros                      |

(ke konci roku 2013)

### Olympijské hry
V roce 2004 měla splněný mírnější B limit na letní olympijské hry v Athénách. Tehdy však nakonec do řecké metropole neodcestovala, když Anna Pichrtová díky uzavření sňatku změnila občanství ze slovenského na české a s lepším časem jela ona. V lednu roku 2005 prodělala artroskopickou operaci kolena.
Tvrdou přípravu, kterou absolvovala v Tatrách na následující olympijské hry v Pekingu zhatilo zranění. V roce 2012 se česká běžkyně měla pokusit splnit limit na letní olympijské hry do Londýna na maratonském závodě 22. dubna v Curychu. Do Švýcarska však nakonec ze zdravotních důvodů (nedostatek železa v krvi), se kterými bojuje od prosince roku 2011 neodjela. Její šance na splněný limitu rovněž zmenšila Ivana Sekyrová 15. dubna při své premiéře na maratonské trati v nizozemském Rotterdamu. 42,195 km totiž zvládla v čase 2.34:23, čímž s více než dvouminutovou rezervou splnila přísnější kvalifikační A limit MOV/IAAF (2.37:00).

## Osobní rekordy
- 10 000 m (dráha) – 33:38,68 – 15. července 2000, Plzeň
- 10 km (silnice) – 35:28 – 30. září 2007, Praha
- půlmaraton – 1.12:19 – 10. dubna 2004, Paderborn
- maraton – 2.39:20 – 3. února 2008, Apeldoorn

## Ocenění
V červnu 2023 obdržela Cenu města Olomouce za rok 2022 v oblasti sport.